# Herald (krant)

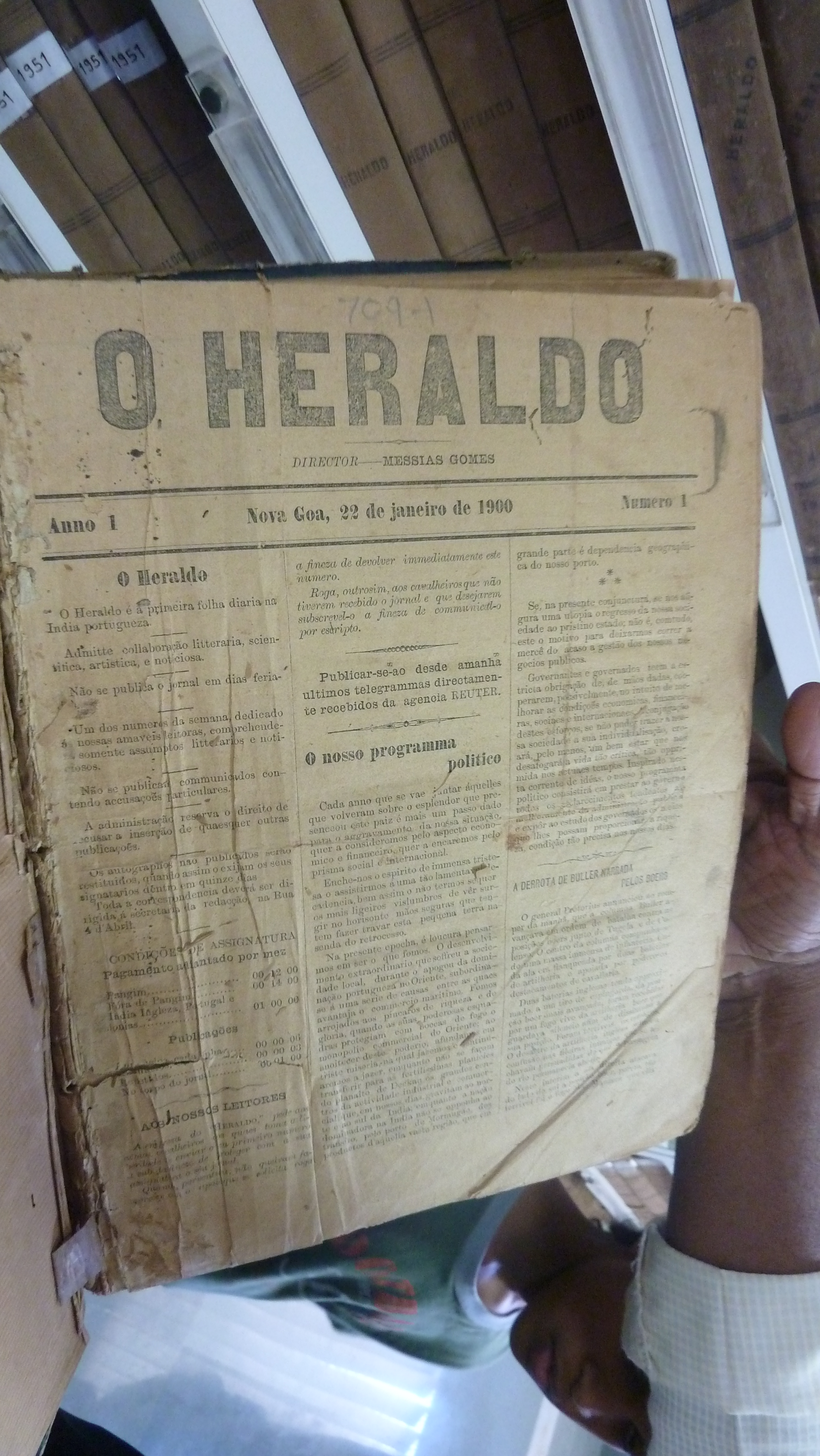
An old newspaper

Herald (voorheen: O Heraldo) is een Engelstalig dagblad in de Indiase deelstaat Goa. De krant werd op 22 januari 1900 opgericht door professor Messias Gomes en Luís de Menezes Brangança en was in die tijd kritisch over de Portugese overheersing. Het blad was tot 1987 een Portugese krant, daarna werd het een Engelstalig dagblad. De huidige hoofdredacteur is R.F. Fernandes (2012). De oplage is 61.467 exemplaren (2012). Het blad is gevestigd in Panjim en is in handen van Herald Publications Pvt. Ltd.